# Colle bi-composant

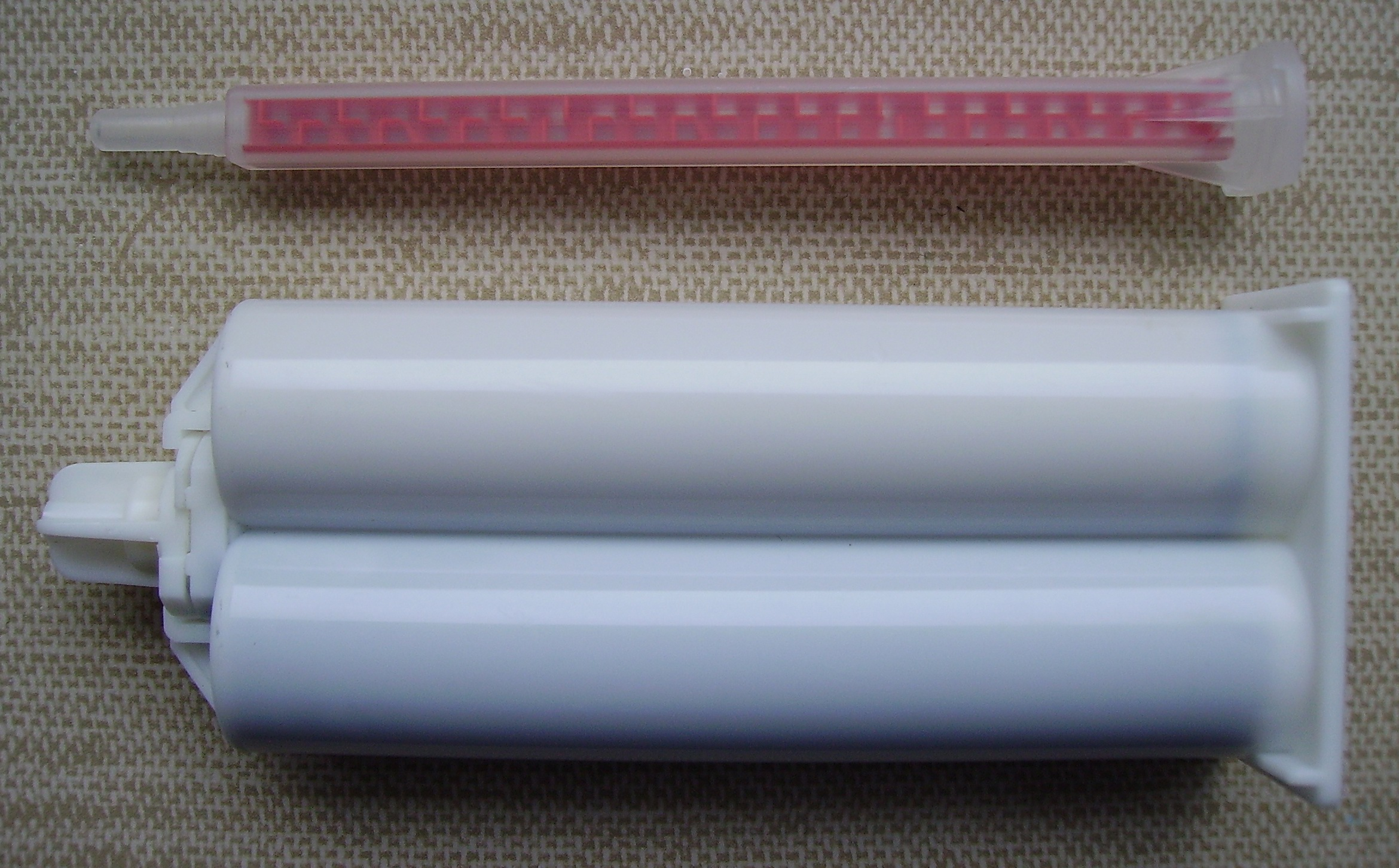
Adhésif époxy bicomposant en seringue, et canule.

Une colle bi-composant, ou colle 2K, est une colle conditionnée sous la forme de deux composants (résine et durcisseur) séparés. En mélangeant les deux composants immédiatement avant utilisation, la réaction de durcissement est généralement démarrée à température ambiante. Les systèmes bicomposants durcissent par des réactions chimiques telles que polyaddition, polycondensation et polymérisation en chaîne.

## Exemples
- Résine polyester insaturée (de) (résine UP), colle polyester.
- Résine époxy (résine EP).
- Colle méthacrylate de méthyle.
- Colle de fibrine (en) (usage thérapeutique).